# L'ispettore (serie animata)
L'ispettore (The Inspector) è una serie animata prodotta dal 1965 al 1969 da DePatie-Freleng Enterprises e distribuito dalla United Artists. La figura del personaggio principale si ispira a Jacques Clouseau, l'ufficiale di polizia francese protagonista della serie di film La Pantera Rosa.

## Personaggi principali
- Ispettore Clouseau (Nasy), il protagonista
- Commissario
- Sergente Dudù